# Crocknalaragagh
Crocknalaragagh (irl.  Cnoc na Láragacha) – góra w  hrabstwie Donegal, w Irlandii. Jej szczyt ma wysokość 471 metrów (1545 stóp).

## Położenie
Góra jest drugą najbardziej wysuniętą na północ i najniższą w łańcuchu górskim, jedną z siedmiu sióstr, Seven Sisters. Siedem sióstr, to Muckish, Ardloughnabrackbaddy, Aghla More, Errigal, Mackoght, Aghla Beg i Crocknalaragagh. Siedem sióstr należy do gór Derryveagh.